# Marco Ospitalieri
Marco Ospitalieri (Maasmechelen, 6 aprile 1992) è un calciatore belga di origini italiane, difensore dell'Eendracht Termien.

## Caratteristiche tecniche
È una terzino sinistro.

## Carriera
Cresciuto nel settore giovanile del PSV, esordisce fra i professionisti il 10 agosto 2012 con la maglia dell'Eindhoven in occasione del match di Eerste Divisie perso 3-2 contro l'MVV.
Nella stagione 2017-2018 ha ottenuto la promozione in Eredivisie con il Fortuna Sittard, con cui nella stagione 2018-2019 ha esordito in questo campionato.